# Чонграв (балка)
Чонгра́в (укр. Чонграв, крымскотат. Çoñrav, Чонърав) — маловодная балка в степном Крыму, на территории Белогорского и Красногвардейского районов, правый приток реки Салгир. Длина водотока 27 километров, площадь водосборного бассейна — 135 км² (на карте 1842 года верховья балки подписаны, как овраг Джанграф).

## География
Начало балки находится западнее села Долиновка, пролегает общим направлением на север. У Чонграва, согласно справочнику «Поверхностные водные объекты Крыма», 2 притока, один из которых — левый — имеет собственное название — балка Бергуба, другой — безымянный, длиной менее 5 километров. Чонграв впадает в Салгир в 109 километрах от устья, у села Салгирка на высоте 56 м над уровнем моря, водоохранная зона балки установлена в 100 м.

## Бергуба
Балка Бергуба — левый приток Чонграва, длиной 10,0 км, с площадью водосборного бассейна 36,5 км². Начало балки находится восточнее села Новожиловка, пролегает общим направлением на север, притоков балка не имеет. Впадает в Чонграв в 11 километрах от устья, у села Анновка, водоохранная зона балки установлена в 100 м.